# Tethionea brevicollis
Tethionea brevicollis là một loài bọ cánh cứng trong họ Cerambycidae.